# イスラエルの国章
イスラエルの国章は、メノーラーと呼ばれる古代から使われてきた七枝の燭台を中心に置き、まわりにオリーブの枝を配した形になっている。
メノーラーの様式はモリアという名で知られる野の草に由来するといわれ、オリーブの枝はユダヤ民族の平和への願いを象徴している。

## バリエーション

政府のウェブサイトでの使用例
首相のウェブサイトでの使用例
国会のウェブサイトでの使用例